# Злица: Други део
Злица: Други део (енгл. Wicked: For Good) предстојећи је амерички филм са елементима мјузикла и фантастике. Режију потписује Џон М. Чу, по сценарију Вини Холцман и Дејне Фокс. Наставак је филма Злица (2024) и други део дводелне филмске адаптације истоименог мјузикла Стивена Шварца и Холцманове, који се темељи на истоименом роману Грегорија Магвајера из 1995. Главне улоге тумаче Синтија Ериво и Аријана Гранде.
Филм ће бити приказан 21. новембра 2025.

## Радња
Радња се одвија у земљи Оз, пре доласка Дороти Гејл из Канзаса, а врти се око жене зелене коже по имену Елфаба Троп и приказује пут који је води до тога да постане Зла Вештица Запада, као и њено пријатељство а потом ривалство са Галиндом Апланд, која ће касније постати Добра Глинда.

## Улоге
| Глумац         | Улога           |
| -------------- | --------------- |
| Синтија Ериво  | Елфаба Троп     |
| Аријана Гранде | Галинда Апланд  |
| Џонатан Бејли  | Фијеро Тигелар  |
| Џеф Голдблум   | Чаробњак из Оза |
| Мариса Боди    | Несароза Троп   |
| Итан Слејтер   | Бок Вудсман     |
| Мишел Јео      | мадам Морибл    |
| Боуен Јанг     | Пфани           |
| Бронвин Џејмс  | Шеншен          |